# Кишкунхалаш
Кишкунхалаш (венг. Kiskunhalas) — город в медье Бач-Кишкун в Венгрии. Город занимает площадь 227,58 км², на которой проживает 29 318 жителей. Кишкунхалаш — четвёртый по величине город медье после столицы — Кечкемета, Байи и Кишкунфеледьхазы.

## География и транспорт
Город расположен в 130 километрах южнее Будапешта и в 50 километрах к северо-западу от Сегеда. в 30 километрах к югу от города проходит граница с Сербией. Из города ведут местные дороги в Кишкунфеледьхазу, Сегед, Байю, сербскую Суботицу и более мелкие окрестные населённые пункты. Железные дороги местного значения на Кунсентмиклош, Суботицу и Кишкунфеледьхазу.

## Этимология
Название города происходит от названия региона Кишкун и слова венг. halas — рыба. Окружающие город пруды были богаты рыбой.

## История
В 1239 году в этих краях появились разгромленные в 1237 году монголами Батыя половцы (куманы, куны). Король Бела IV милостиво принял 40 тысяч половцев хана Котяна в своё подданство и дал им земли для поселения. Взамен на предоставление Котяну и его людям венгерского подданства, — половцы, прежде сочетавшие восточное христианство с поклонением верховному тюркскому божеству Тенгри, приняли католицизм. Официально из исторических источников известно, что Котян был крещён по латинскому обряду в 1239 году. Одна из дочерей Котяна, известная как Елизавета Куманская, была помолвлена (и впоследствии вступила в брак) с сыном Белы IV, позже ставшим Стефаном (Иштваном) V Венгерским.
Однако, венгерская аристократия, памятуя прежнюю переменчивость хана Котяна, отнеслась к половцам с большим недоверием. Буквально накануне Монгольского вторжения в Венгрию, дворяне-заговорщики убили Котяна и его сыновей в Пеште (подозревая, скорее всего, безосновательно, что Котян может переметнуться к Батыю). После смерти любимого правителя большая часть половцев (куманов, кунов) отреклась от католицизма и ушла в подданство к болгарскому царю Коломану I. Часть половцев (включая и Елизавету Куманскую) осталась в Венгрии. Оставшиеся котяновцы населили комитаты Надькуншаг (Великую Куманию), Кишкуншаг (Малую Куманию) и Ноград. Столицей Малой Кумании стал город Кишкунфеледьхаза. После Батыева нашествия, в 1246 году, в Малую Куманию вернулась часть половецкой диаспоры из Болгарии.
Изначально Кишкунхалаш был центром куманского (половецкого) клана Чертан (Csertán), упомянутого в грамоте 1317 года. Сам город Халаш впервые упомянут в 1347 году. В период турецких нашествий Кишкунхалаш потерял значительную часть населения. 
В 1492 году в битве под Кишкунхалашем Пал Кинижи разгромил морально разложившуюся и отказавшую ему в подчинении Чёрную армию.
В XVI и XVII веках Кишкунхалаш был одним из очагов протестантской реформации на юге Венгрии. 
В 1702 году австрийские Габсбурги подарили Куманию — Тевтонскому ордену. Установление власти рыцарей привело к упразднению многих прежних привилегий населения области и к росту налогов. В ответ жители Куншага присоединились к восстанию Ференца Ракоци II против деспотии Габсбургов (1703—1711). В соответствии с Сатмарским миром 1711 года, завершившим это восстание, все привилегии Куншага были упразднены, как «противоречащие законам Венгерского королевства». В 1715 году тевтонские рыцари покинули Куманию (Куншаг).
Вплоть до 1754 года Кишкунхалаш был центром Малой Кумании, однако затем был понижен в статусе из-за активной поддержки протестантов местными жителями. В 1770 году в Кишкунхалаше построена католическая церковь, в 1823 году — реформатская.
В 1902 году по эскизам Арпада Декани в Кишкунхалаше были изготовлены первые кружева. Основателем промысла по производству халашского кружева был Йожеф Жени (1860–1931). Изготовляемые здесь кружева получили всемирную известность. Халашское кружево было удостоено главного приза на Всемирных выставках в Сент-Луисе (1904) и Брюсселе (1958). 
В Кишкунхалаше родился Шандор Гарбаи, премьер-министр Венгерской советской республики.

## Население
| Год  | Численность | Численность |
| ---- | ----------- | ----------- |
| 2013 | 28 101      | [ 9 ]       |
| 2014 | 27 938      | [ 10 ]      |
| 2018 | 27 136      | [ 11 ]      |
| 2019 | 27 017      | [ 12 ]      |
| 2021 | 26 584      | [ 13 ]      |
| 2022 | 26 784      | [ 14 ]      |
| 2023 | 26 215      | [ 15 ]      |
| 2024 | 26 009      | [ 3 ]       |

## Достопримечательности
- Музей Яноша Торма (János Thorma), археологический и краеведческий.
- Дом Кружева, где сохраняют традиции венгерского кружевоплетения. В Доме расположен Музей халашского кружева.
- Памятник кружевницам Кишкунхалаша.

## Культура
В городе проходят Международные фестивали кружева.

## Города-побратимы
- Айзкраукле, Латвия (2005)[17]
- Канижа, Сербия (1967)[17]
- Кронах, Германия (1994)[17]
- Новы-Сонч, Польша (1994)[17]
- Стрый, Украина[18]
- Суботица, Сербия (2016)[19][17]
- Сфынту-Георге, Румыния (1997)[17]
- Ходмезёвашархей, Венгрия (1998)[17]